# Light from Above
Light from Above — дебютный студийный альбом рок-группы Black Tide, вышел 18 марта 2008 года.

## Об альбоме
Light from Above спродюсирован Johnny K, который работал также с Disturbed, Machine Head и SOiL.
Все участники группы были младше 20 лет во время записи альбома, что сделало его заметным в музыкальной индустрии. Для альбома вышло 4 сингла: «Shockwave», «Warriors of Time», «Let Me» и «Shout».
«Shockwave» был использован в компьютерной игре для PlayStation 3 и Xbox 360 Skate 2, в Guitar Hero: Modern Hits, а также в качестве DLC для PlayStation 3, Wii, и Xbox 360 версий игры Rock Band.
«Warriors of Time» был использован в саундтреке NHL 09 для PlayStation 3 и Xbox 360 и в качестве DLC для PlayStation 3 и Xbox 360 версий игры Rock Band.
«Show Me The Way» был использован в саундтреке MotorStorm: Pacific Rift для PlayStation 3 и в Rock Band Unplugged перед тем, как стать DLC для серии Rock Band.
«Shout» был использован в саундтреке для Colin McRae: DiRT 2.
Британская команда по хоккею с шайбой Whitley Warriors использует «Warriors of Time» в качестве своего гимна.

## Список композиций
| №   | Название                              | Автор(ы)                       | Длительность |
| --- | ------------------------------------- | ------------------------------ | ------------ |
| 1.  | «Shockwave»                           | Garcia, Nuñez, Raul Garcia Jr. | 3:38         |
| 2.  | «Shout»                               | Garcia, Jason Suecof           | 3:25         |
| 3.  | «Warriors of Time»                    | Garcia                         | 5:53         |
| 4.  | «Give Me a Chance»                    | Garcia, Suecof, Sandler        | 3:34         |
| 5.  | «Let Me»                              | Garcia, Suecof                 | 3:30         |
| 6.  | «Show Me the Way»                     | Garcia, Suecof                 | 3:59         |
| 7.  | «Enterprise»                          | Garcia, Johnny K.              | 4:31         |
| 8.  | «Live Fast Die Young»                 | Garcia, Suecof                 | 3:01         |
| 9.  | «Hit the Lights» (кавер на Metallica) | Хэтфилд, Ульрих                | 3:42         |
| 10. | «Black Abyss»                         | Garcia, Suecof, Garcia Jr.     | 4:06         |
| 11. | «Light from Above»                    | Garcia, Spence                 | 5:46         |

### Дополнительные треки
| №   | Название                                     | Длительность |
| --- | -------------------------------------------- | ------------ |
| 12. | «Black Widow» (Бонусный трек UK Bonus Track) | 3:48         |
| 13. | «Again» (Бонусный трек iTunes)               | 3:18         |
| 14. | «Rise» (Бонусный трек Hot Topic)             | 2:46         |

## Участники записи
- Gabriel Garcia — вокал, гитара;
- Alex Nuñez — гитара, бэк-вокал;
- Zakk Sandler — бас-гитара, бэк-вокал;
- Steven Spence — ударные, перкуссионные.